# Vlad II. Drakul
Vlad II. Drakul - Zmaj (romunsko Vlad Dracul) je bil vlaški vojvoda (ali knez), ki je vladal od leta 1436 do 1442 in ponovno od 1443 do 1447, * okrog 1390, † 1447.
Vlad je bil nezakonski sin Mircee I. Vlaškega. Mladost je preživel na dvoru ogrskega kralja Sigismunda Luksemburškega, ki ga je leta 1431 sprejel v Zmajev viteški red, od koder izvira njegov priimek Drakul (Zmaj).
Sigismund ga je priznal tudi za legitimnega vojvodo Vlaške in mu dovolil, da se naseli v bližnji Transilvaniji. Vlad svoje pravice do prestola ni mogel uveljaviti med vladavino svojega polbrata Aleksandra I. Aldee, ki je priznaval suverenost osmanskega sultana Murata II..
Po Aleksandrovi smrti leta 1436 je Vlad z ogrsko pomočjo prevzel oblast v Vlaški. Po Sigismundovi smrti leta 1437 je ogrski položaj oslabel. Ogrska je morala Muratu plačevati davek in sodelovati v njegovem napadu na Transilvanijo poleti 1438. Transilvanski vojvoda János Hunyadi je odšel v Vlaško in poskušal Vlada prepričati, naj se leta 1441 udeleži križarskega pohoda proti Osmanskemu cesarstvu. Ko je Hunyadi v Transilvaniji porazil osmansko vojsko, je sultan ukazal Vladu, da pride v Odrin, kjer ga je leta 1442 aretiral. Hunyadi je nato napadel Vlaško in za njenega vojvodo imenoval Vladovega bratranca Basaraba II..
Vlada so še pred koncem leta osvobodili, vendar je moral v Osmanskem cesarstvu za talca pustiti svoja sinova. Z osmansko pomočjo je leta 1443 ponovno prevzel oblast v Vlaški. Med Hunyadijevim »dolgim pohodom« proti Osmanskem cesarstvu od oktobra 1443 do januarja 1444 je bil Vlad nevtralen, za križarski pohod na Varno (1443-1444) pa je prispeval 4.000 konjenkov. S pomočjo burgundskega ladjevja je leta osvojil pomembno osmansko trdnjavo Giorgiu na Donavi. Leta 1446 ali 1447 je z Osmanskim cesarstvom sklenil mir in s tem poslabšal odnose s Hunyadijem. Hunyadi je napadel Vlaško in konec novembra prisilil Vlada na beg iz Târgovișta v bližnjo vas Bălteni, kjer so ga ubili.

## Mladost
Vladova mladost je slabo dokumentirana Rojen je bil okrog leta 1390 kot eden od številnih nezakonskih sinov Mircee I. Vlaškega. Njegovi sodobni biografi se strinjajo, da je bil leta 1395 ali 1396 poslan kot talec na dvor ogrskega kralja Sigismunda Luksemburškega. Sigismund je omenjal, da je bil Vlad vzgojen na njegovem dvoru v Budi, Nürnbergu in drugih velikih mestih na Ogrskem in v Svetem rimskem cesarstvu.
Mircea I. je leta 1418 umrl. Nasledil ga je edini zakonski sin in sovladar Mihael I. Vlaški. Dve leti kasneje je Mihael padel v spopadu s svojim bratrancem Danom II., sinom Mircejevega starejšega brata Dana I. V naslednjem desetletju sta se za oblast v Vlaški med seboj vojskovala Dan II. in Vladov polbrat Radu II. Praznaglava.
Vlad je leta 1423 brez Sigismundovega dovoljenja zapustil Budo in poskušal pobegniti na Poljsko, vendar so ga še pred mejo ujeli.
Bizantinski zgodovinar Dukas je zapisal, da je bil Vlad častnik v vojski bizantinskega cesarja Ivana VIII. Paleologa in da je imel dovoljenje za vstop v cesarsko palačo v Konstantinoplu. Zgodovinar Radu Florescu trdi, da je Sigismund imenoval Vlada, da v Italiji sprejme Ivana VIII., ki je leta 1423 v Benetkah iskal pomoč v vojni proti Osmanskemu cesarstvu. Vlad je spremljal cesarja na povratku v Konstantinopel. Ko je spoznal, da mu cesar ne more pomagati priti na vlaški prestol, se je leta 1429 vrnil na Ogrsko.
Sigismund je Vlada imenoval za člana prvega razreda Zmajevega viteškega reda, ki ga je sam ustanovil 8. februarja 1431 v Nürembergu. Med drugimi člani prvega razreda sta bila tudi Alfonz V. Aragonski in litovski veliki vojvoda Vitold. Vlad II. je po sprejemu v Zmajev viteški red dobil priimek Drakul – Zmaj. Sigismundu je prisegel zvestobo, on pa ga je razglasil z zakonitega kneza Vlaške. Vlad se je obvezal, da bo zaščitil rimskokatoliško cerkev. Sigismund mu kljub imenovanju ni pomagal osvojiti Vlaške. Poleti je s podporo Moldavije Vlaško napadel Vladov polbrat Aleksander I. Aldea in odstavil Dana II.
Vlad ni opustil svoje zahteve po Vlaški in se je preselil v Transilvanijo Na stenski sliki, ki so jo odkrili v novorenesenčni hiši na glavnem trgu v Sighișoari, bi lahko bil upodobljen Vlad II. Moški na sliki je zajetne postave, ima ovalen obraz, dolge brke in turban na glavi.
Aleksander Aldea je odšel v Odrin, da bi se poklonil sultanu Muratu II., Vlad pa je nameraval s pomočjo vlaških bojarjev, ki so pobegnili v Transilvanijo, napasti Vlaško. Napad je preprečil Aleksandrov glavni uradnik Albu. Sigismund je leta 1434 pooblastil Vlada, da kupi orožje in zbere vojsko izgnanih bojarjev.Leta 1435 je Aleksander resno zbolel in se ni opomogel. Vlad je izkoristil bratovo bolezen in vdrl v Vlaško, vendar so ga Aleksander Aldea in njegovi osmanski zavezniki prisilili k umiku. Hunyadi, ki je nameraval ponovno vzpostaviti ogrsko oblast v Vlaški, je okrog 15. oktobra ukazal meščanom Brașova, da začnejo za Vlada kovati denar. Dva ali tri tedne kasneje je prišel v Târgoviște, se sestal z Vladom in od njega zahteval, da se mu pridruži na križarskem pohodu proti Osmanskem cesarstvu. 

## Vladanje

### Prvo vladanje
Aleksander Aldea je jeseni 1436 umrl, kar je Vladu II. omogočilo, da si je z ogrsko pomočjo prisvojil Vlaško. Uradnikov svojega predhodnika ni odpustil. Izjema je bil Albu, ki je zato postal njegov sovražnik. Mirovne pogodbe z Osmanskim cesarstvom, ki jo je sklenil Aleksander Aldea, ni podaljšal, kar je sprožilo turški napad na Vlaško novembra 1436.
Vladov pokrovitelj Sigismund Luksemburški je umrl 9. decembra 1437. Njegova smrt in upor transilvanskih kmetov sta oslabila Ogrsko kraljestvo in prisilila Vlada, da se je spravil z Osmanskim cesarstvom. Odšel je v Odrin, da bi prisegel zvestobo Muratu II.. Sultanu je obljubil, da bo plačeval letni davek in na sultanov ukaz podprl osmanske vojne pohode. Kmalu zatem se je Murat II. odločil, da bo napadel Ogrsko in začel v Vidinu zbirati vojsko.
Sigismundov zet in naslednik Albert Habsburški je Vladu pisno ukazal, naj brani Transilvanijo. Vlad se za njegov ukaz ni zmenil. Ko je Murat poleti 1438 z vojsko vkorakal v Vlaško, se mu je pridružil in mu služil kot vodnik. Osmanske in vlaške čete so pri Orșovi vdrle na Ogrsko in pri Hațegu uničile vojsko lokalnega vlaškega kneza Cândee. Vojska je prodirala po dolini reke Mureș in osvojila Câlnic in Sebeș. V Sebeșu je Vlad prepričal voditelje mesta, da ga predajo brez boja, in jim obljubil, da bo zavaroval njihovo imetje, če ga spremljajo v Vlaško. Osmani in Vlahi so osem dni oblegali Sibiu in osvojili Brașov, opustošili njegovo okolico in zapustili Ogrsko. S seboj so odpeljali obilen plen in več kot 30.000 ujetnikov.
Ko je osmanske vojska zapustila Vlaško, je Vlad Albertu Habsburškemu obljubil, da bu osvobodil ujetnike iz Sebeșa, kralj, ki ga je imel za izdajalca, pa je njegovo ponudbo zavrnil. Vlad je poskušal vzpostaviti ravnotežje med Ogrsko in Osmani, kar je pri obeh vladarjih vzbudilo sume o njegovih resničnih namenih. Albert je dovolil Basarabu II., pretendentu za vlaški prestol in sinu Dana II. Vlaškega, da se naseli na Ogrskem, Osmani pa so s svežimi vojaki okrepili posadko v trdnjavi Giorgiu na Donavi.
Albert Habsburški je 27. oktobra 1439 umrl. Na začetku leta 1440 je večina ogrskega plemstva za njegovega naslednika izvolila poljskega kralja Vladislava III., kralj pa je februarja 1441 za komandanta vojske imenoval talentiranega Janosa Hunyadija. Hunyadi, ki je nameraval ponovno vzpostaviti ogrsko oblast v Vlaški, je okrog 15. oktobra ukazal meščanom Brașova, da začnejo za Vlada kovati denar. Dva ali tri tedne kasneje je prišel v Târgoviște, se sestal z Vladom in od njega zahteval, da se mu pridruži na križarskem pohodu proti Osmanskem cesarstvu.
Po Hunyadijevi zmagi nad Osmani v Transilvaniji marca 1442 je turški guverner Bolgarije obtožil Vlada izdaje. Sultan Murat II. ga je poklical v Odrin, da bi dokazal svojo lojalnost. Vlad je pred odhodom za vladarja Vlaške imenoval svojega najstarejšega sina Mirceo II.. V Odrinu so Vlada na sultanov ukaz aretirali. Ujetništvo je preživljal v Galipoliju.

### Ujetništvo in drugo vladanje
Murat II. je avgusta 1442 pooblastil rumelijskega guvernerja Hadıma Şehabeddina, da Vlaško priključi k Osmanskem cesarstvu. Hunyadi je naslednji mesec v Karpatih uničil njegovo vojsko in za vlaškega kneza imenoval Vladovega bratranca Basaraba II.. Sultan je še pred koncem leta osvobodil Vlada pod pogojem, da ne bo več podpiral sovražnikov Osmanskega cesarstva, plačeval letni davek in v sultanovo janičarsko vojsko vsako leto poslal 500 dečkov. Prisilil ga je, da je svoja sinova Vlada in Raduja pustil za talca v Osmanskem cesarstvu.
Okoliščine Vladove vrnitve v Vlaško niso znane. Znano je samo to, da je prestol zasedel med marcem in septembrom 1443. Med Hunyadijevim pohodom na Osmansko cesarstvo, ki je trajal od oktobra 1443 do januarja 1444, je Vlad ostal nevtralen, predvsem zaradi sultanove obljube, da bo osvobodil njegova sinova. Murat II. je bil zaradi mirovnih pogajanj med Ogrsko in Osmanskim cesarstvom pripravljen Vlada oprostiti njegovih obveznosti pod pogojem, da ga obišče na dvoru v Odrinu, vendar je papežev legat Julian Cesarini preprečil ratifikacijo mirovne pogodbe in od Vladislava zahteval, da nadaljuje križarsko vojno proti Osmanskemu cesarstvu. Vlad je poskušal Ladislava III. odvrniti od vojne proti Turkom s pripombo, da ima Murat na lovu večje spremstvo kot ima Vladislav vojakov. Vlad je v boj proti Turkom kljub temu poslal 4.000 konjenikov pod poveljstvom svojega sina Mircee.
Križarska vojna se je končala s katastrofalnim porazom križarjev v bitki pri Varni 10. novembra 1444. Hunyadi se je po bitki nameraval vrniti domov skozi Vlaško, vendar so ga na Donavi ujeli vlaški vojaki. Vlad ga je izpustil šele potem, ko mu je ogrski palatin Lovrenc Héderváry zagrozil z vojno. John Jefferson trdi, da ga je Vlad nameraval izročiti sultanu, Camil Mureşanu pa piše, da so ga vlaški vojaki ujeli samo zato, ker ga niso prepoznali. Zgodovinar Kurt W. Teptow pravi, da je Vlad Hunyadija aretiral zato, ker ga je imel za odgovornega za poraz pri Varni in ga je nameraval usmrtiti. Ob izpustitvi ga je bogato obdaril in ga spremljal skoraj do ogrske meje. 
Spomladi 1445 je ladjevje burgundskih križarjev na Črnem morju napadlo osmanske ladje. Poveljnik ladjevja Walerand Wavrinski je na Ogrsko poslal svoje delegate, da bi začeli pogajanja o združenem napadu na Osmansko cesarstvo. Eden od Walerandovih delegatov, Pedro Vasque de Saavedra, je na Hunyadijevo zahtevo obiskal Vladov dvor in ga prepričal, da se je srečal z Walerandom. Julija je Vlad prišel v Isacceo in sklenil zavezništvo z Walerandom. Vlad je zbral vojsko 4.000-6.000 mož in za njenega komandanta imenoval svojega sina Mirceo.
Burgundska in vlaška vojska sta sredi septembra začeli oblegati donavsko pristanišče Silistro, vendar ga nista uspeli osvojiti. Pred umikom sta osvojili in uničili majhno trdnjavo v Tutrakanu. Vlad je prepričal Waleranda, naj napade Giurgiu, od koder so se po njegovih trditvah začenjali vsi napadi na Vlaško. Giurgiu je bil z mostom povezan z vlaško obalo Donave. Med obleganjem sta na veliki bombardi počila dva železna obroča in ubila dva vojaka, ker Vlad kot poveljnik topničarjev ni dovolil, da bi se bombarda med zaporednima streloma dovolj ohladila. Osmanska posadka je kapitulirala pod pogojem, da se lahko svobodno vrne v Osmansko cesarstvo. Ker je Vlad menil, da je bil poveljnik posadke kriv za njegovo ujetništvo, je prekršil dogovor in z 2.000 vojaki pobil umikajoče se turške vojake.
Kmalu zatem je kapitulirala tudi osmanska posadka v obdonavskem mestu Ruse. Vlad je dal azil več kot 11.000 bolgarskim vojakom, ki so se uprli Turkom, in jim omogočil umik čez Donavo v Vlaško. Burgundski križarji in Vlahi so se začeli pomikati proti Nikopolu, kjer se jim je 14. septembra pridružila ogrska vojska pod Hunyadijevim poveljstvom. Zgodnja zmrzal je burgundske križarje prisilila, da so oktobra prekinili pohod iz strahu, da bi njihove ladje obtičale na zamrznjeni Donavi.
Odnosi med Vlaško in Ogrsko so se kmalu poslabšali. Vlad se je v pismu, ki ga je konec leta 1445 pisal meščanom Brașova, pritoževal, da so v Transilvaniji aretirali vlaške trgovce, »čeprav so mu Turki za krščanski mir ubili majhna otroka in sta zato on in njegova kneževina podložnika ogskega kralja«. Iz pisma je razvidno, da je bil prepričan, da so Turki oba njegova sinova umorili, čeprav je sultan z njima lepo ravnal. Leta 1446 ali 1447 je Vlad sklenil mir z Osmanskim cesarstvom in se celo pristal, da v Osmansko cesarstvo vrne bolgarske begunce. Julija 1447 se je v korist Romana II. Moldavskega vmešal v vojno za moldavski prestol. Romana so podprli tudi Poljaki. Romanov oponent je bil Hunyadijev izbranec Peter II. Moldavski.
20. julija 1447 je István Hunyadi ukazal meščanom Brașova, da dajo zavetje pretendentu za vlaški prestol, Vladovemu bratrancu Vladislavu II., bolj znanem pod imenom Dan. Vlad je pobegnil v Târgoviște, vendar so ga v močvirjih v okolici Băltenija ujeli in ubili. V pismu, napisanem 4. decembra 1447, se je Hunyadi podpisal z »vojvoda Transalpske dežele« (Vlaške) in omenil Târgoviște kot svojo trdnjavo. S tem je hotel povedati, da je sam prevzel oblast v Vaški. Za Vladovega naslednika je imenoval Vladislava II.. 
Mesta Vladovega pokopa še niso odkrili. Cazacu trdi, da je bil najverjetneje pokopan v samostanu v Snagovu, Florescu pa, da je bil pokopan v kapeli samostana Dealu pri Târgoviștu.

## Družina
Po splošno sprejeti teoriji je bila Vladova žena kneginja Evpraksija, hčerka Aleksandra I. Moldavskega. Zgodovinar Cazacu trdi, da je bila to njegova druga žena, čeprav Vladove prve žene ni prepoznal. Njegovi potomci so znani kot Drakuliči (romunsko Drăculești), ker so njegov vzdevek vzeli za svoj priimek. Konflikt med Drakuliči in Daniči, potomci Dana I. Vlaškega, so v 15. stoletju v veliki meri prispevali k nestabilnosti Vlaške.
Vladov najstarejša sinova, Mircea in Vlad, sta prvič omenjena v Vladovi listini z datumom 20. januar 1437. Njun brat in Vladov tretji sin Radu Dobri je bil rojen pred 2. avgustom 1439. Florescu trdi, da je bila Vladova hčerka Aleksandra poročena z vlaškim bojarjem Vintilo Florescujem. Vlad je imel tudi več nezakonskih otrok. Z vlaško plemkinjo Călțuno je imel sina Vlada Meniha. O njegovem drugem nezakonskem sinu, Mircei, ni skoraj nobenega podatka.
|  |                           |  |  |  |  |  |  |  |  |  |  |  |  |  |  |  |
|  | 16. Basarab I.            |  |  |  |  |  |  |  |  |  |  |  |  |  |  |  |
|  |                           |  |  |  |  |  |  |  |  |  |  |  |  |  |  |  |
|  |                           |  |  |  |  |  |  |  |  |  |  |  |  |  |  |  |
|  | 8. Nikolaj Aleksander     |  |  |  |  |  |  |  |  |  |  |  |  |  |  |  |
|  |                           |  |  |  |  |  |  |  |  |  |  |  |  |  |  |  |
|  |                           |  |  |  |  |  |  |  |  |  |  |  |  |  |  |  |
|  | 17. Margita               |  |  |  |  |  |  |  |  |  |  |  |  |  |  |  |
|  |                           |  |  |  |  |  |  |  |  |  |  |  |  |  |  |  |
|  |                           |  |  |  |  |  |  |  |  |  |  |  |  |  |  |  |
|  | 4. Radu I.                |  |  |  |  |  |  |  |  |  |  |  |  |  |  |  |
|  |                           |  |  |  |  |  |  |  |  |  |  |  |  |  |  |  |
|  |                           |  |  |  |  |  |  |  |  |  |  |  |  |  |  |  |
|  | 18. István Dobokay        |  |  |  |  |  |  |  |  |  |  |  |  |  |  |  |
|  |                           |  |  |  |  |  |  |  |  |  |  |  |  |  |  |  |
|  |                           |  |  |  |  |  |  |  |  |  |  |  |  |  |  |  |
|  | 9. Klara Dobokay          |  |  |  |  |  |  |  |  |  |  |  |  |  |  |  |
|  |                           |  |  |  |  |  |  |  |  |  |  |  |  |  |  |  |
|  |                           |  |  |  |  |  |  |  |  |  |  |  |  |  |  |  |
|  | 2. Mircea I.              |  |  |  |  |  |  |  |  |  |  |  |  |  |  |  |
|  |                           |  |  |  |  |  |  |  |  |  |  |  |  |  |  |  |
|  |                           |  |  |  |  |  |  |  |  |  |  |  |  |  |  |  |
|  | 5. Kalinikija             |  |  |  |  |  |  |  |  |  |  |  |  |  |  |  |
|  |                           |  |  |  |  |  |  |  |  |  |  |  |  |  |  |  |
|  |                           |  |  |  |  |  |  |  |  |  |  |  |  |  |  |  |
|  | 1. Vlad II. Drakul Vlaški |  |  |  |  |  |  |  |  |  |  |  |  |  |  |  |
|  |                           |  |  |  |  |  |  |  |  |  |  |  |  |  |  |  |
|  |                           |  |  |  |  |  |  |  |  |  |  |  |  |  |  |  |